# Tiburón
Tiburón (Spaans: Isla del Tiburón; Seri: Tahéjöc) is een eiland in de Golf van Californië en sinds 1963 een natuurreservaat. Tiburón is Spaans voor haai.
Tiburón is onderdeel van de staat Sonora, Mexico en ligt op dezelfde latitude als de stad Hermosillo. Het ligt aan de oostkust van de baai, tegenover Isla Ángel de la Guarda. Het eiland is gescheiden van het vasteland door de zeestraat Canal del Infierrillo.
Met een lengte van 50 km en een maximale breedte tot 30 km (totale oppervlakte van 1186 km²) is het Mexico's grootste eiland. Het werd ontdekt door Fernando de Alarcón in 1540, maar al lang daar bevolkt door de Seri.